# Aegean Airlines
Aegean Airlines (Grieks: Αεροπορία Αιγαίου) is een Griekse luchtvaartmaatschappij die hoofdzakelijk opereert vanuit Athene.

## Geschiedenis
In 1987 werd Aegean Aviation opgericht door Antonis en Nikolaos Simigdalas uit Griekenland. Hieruit werd in maart 1999 Aegean Airlines opgericht. De eerste vluchten binnen Griekenland vonden plaats met twee AVRO RJ-100's. Langzamerhand breidde het netwerk van Aegean Aviation zich uit met nieuwe bestemmingen en vliegtuigen. In april 2001 werden de krachten gebundeld met Cronus Airlines en kwamen er internationale vluchten op het vluchtplan te staan. Al snel kreeg de maatschappij een betere reputatie dan haar toenmalige concurrent Olympic Airlines.
In 2010 begonnen de onderhandelingen met Olympic Air over een overname door Aegean. Het was de bedoeling dat de merknaam Aegean Airlines zou verdwijnen en het gefuseerde bedrijf de naam en het logo van Olympic Air volledig zou overnemen. Het fuseren zou eind 2010 afgerond moeten zijn. In juni 2010 trad Aegean toe tot Star Alliance. Dit als voorloper op de automatische toetreding van Olympic Air na de fusie. In januari 2011 werd de fusie tot halt geroepen door de Europese Commissie. Die oordeelde dat de concurrentiepositie in Griekenland in het geding was en dat de fusie zou leiden tot prijsstijgingen, met name op binnenlandse vluchten waar beide partijen een groot marktaandeel hadden. Het belang van prijsvriendelijke vluchtverbindingen tussen de Griekse eilanden en het vasteland was voor de Grieken groter dan dat van een fusie volgens de Europese Commissie. 
In 2012 werden de onderhandelingen nieuw leven in geblazen. Opnieuw waren Aegean en Olympic Air tot een akkoord gekomen voor een fusie. De fusie werd voorgelegd aan de Europese Commissie. Inmiddels was de financiële situatie van Olympic Air verslechterd door de Griekse staatsschuldencrisis. Opnieuw werden er door de Europese Commissie vragen gesteld over de concurrentie op binnenlandse vluchten. Toch was het belang van een fusie (vanwege de situatie van Olympic Air) ditmaal groter om een faillissement van de maatschappij te voorkomen. In oktober 2013 was er een akkoord over de fusie, die daarmee definitief werd. 
Na het faillissement van Cyprus Airways opende Aegean een hub op Larnaca om daarmee het gat wat de voormalig Cypriotische maatschappij achterliet te vullen. Andere hubs van Aegean zijn de luchthavens van Athene en Thessaloniki. Dochtermaatschappij Olympic Air opereert naast Athene vanuit Rhodos. Aegean onderhoudt vluchten met Luchthaven Schiphol vanuit Athene, Heraklion en Rhodos. Ondanks de Griekse economische crisis is de maatschappij sinds 2013 uit de rode cijfers. 
Aegean heeft een uitgebreid netwerk in Europa en het Midden-Oosten. Als kleine maatschappij probeert ze de concurrentieslag te winnen door zich als een "full-service carrier" te profileren. Dit doet ze door nog steeds warme maaltijden in Economy class aan te bieden. De luchtvaartmaatschappij heeft echter geen ambities om lange afstand vluchten aan te bieden. Volgens Aegean komt dit door de hogere instabiliteit van inkomsten bij langere afstanden.

## Vloot

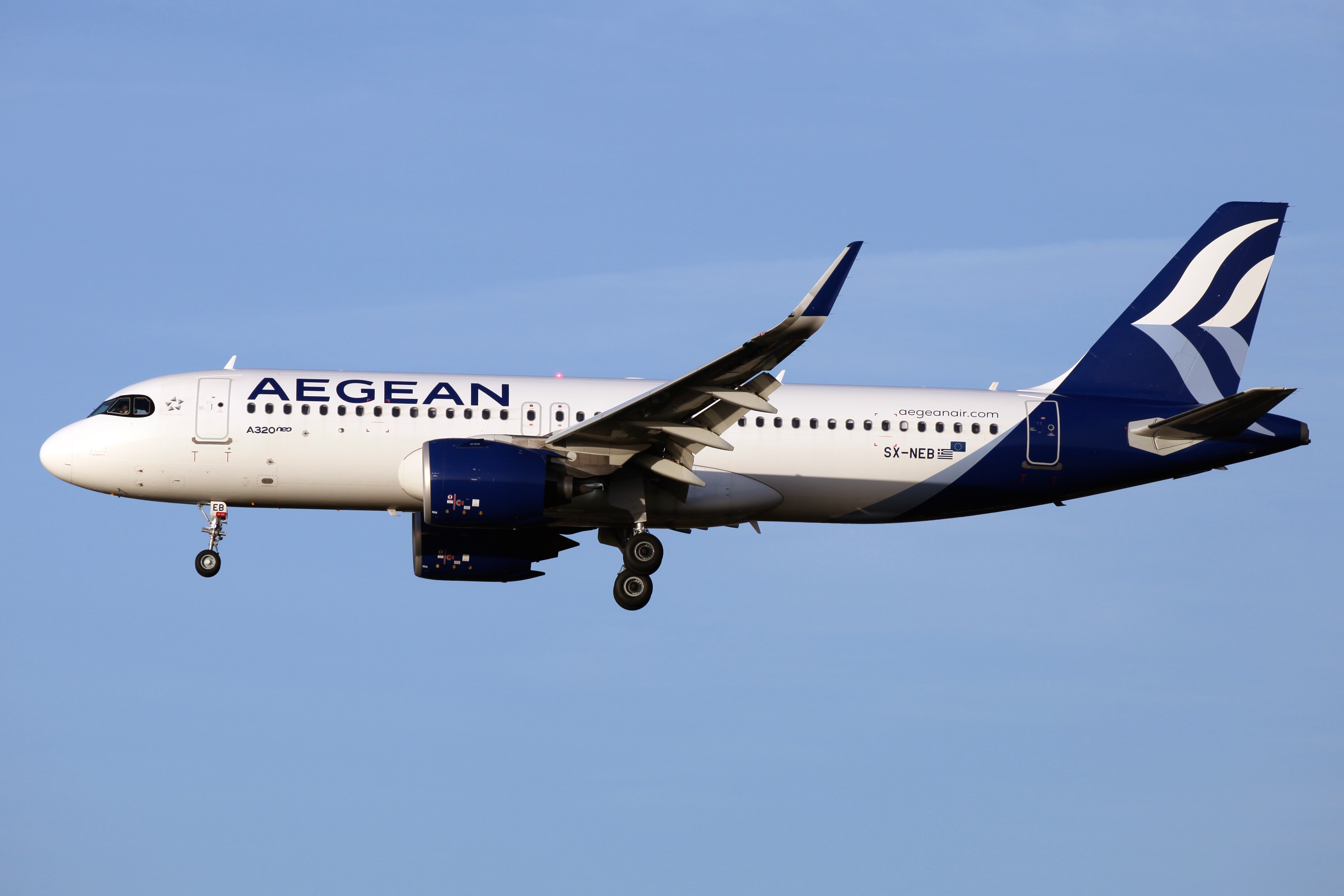
Aegean Airbus A320neo op London Heathrow

### Huidige vloot
De vloot van Aegean Airlines bestaat in april 2020 uit de volgende toestellen:
| Type            | In Dienst | Besteld | Passagiers | Opmerking |
| --------------- | --------- | ------- | ---------- | --------- |
| Airbus A320-200 | 28        | —       | Y174       | —         |
| Airbus A320neo  | 20        | 1       | Y180       | —         |
| Airbus A321-200 | 4         | —       | Y207       | —         |
| Airbus A321neo  | 14        | 19      | Y220       | —         |
| Airbus A321LR   | —         | 4       | —          | —         |
| Totaal          | 66        | 24      |            |           |

Olympic Air is een dochtersonderneming van Aegean Airlines.